# TMNT (игра)
TMNT — игра в жанре экшен, являющаяся частью игровой серии Teenage Mutant Ninja Turtles, основанной на одноимённой франшизе, созданной Кевином Истменом и Питером Лэрдом. Релиз игры состоялся 20 марта 2007 года; он был приурочен к премьере компьютерного анимационного фильма «Черепашки-ниндзя», сюжет которого лёг в основу игры: команда Черепашек-ниндзя распалась после победы над их злейшим врагом Шреддером, Каждый из них занимается собственным делом до тех пор, пока над миром не нависает угроза, исходящая от магната Макса Винтерса и его каменных генералов. Братьям предстоит отбросить разногласия и вновь действовать одной командой, чтобы остановить Винтерса.
TMNT разрабатывали два подразделения Ubisoft — Ubisoft Montreal для Microsoft Windows, PlayStation 2, GameCube, Xbox 360, Wii и Ubisoft Quebec для Nintendo DS и PlayStation Portable. Одновременно с Ubisoft Montreal другое подразделение Ubisoft — Ubisoft Quebec — разрабатывало другую версию игры для Game Boy Advance.
TMNT получила смешанные, преимущественно отрицательные отзывы критиков. Большинство рецензентов сетовало на отсутствие кооперативности в игре, однообразную боевую систему и несфокусированную камеру; версию для PSP и DS критиковали за ограниченную свободу управления, короткую продолжительность, небольшое количество сражений и плохую 3D-графику.

## Игровой процесс

### Версия для PC, PS2, GameCube, Xbox 360 и Wii
В отличие от предыдущих проектов серии Teenage Mutant Ninja Turtles, в которых присутствовал кооператив, TMNT является однопользовательской игрой. Игрок управляет одним из пяти персонажей — Леонардо, Донателло, Микеланджело, Рафаэль, а также его альтер эго Ночной всевидящий — каждый из которых обладает уникальными приёмами. Ключевым элементом игрового процесса являются взаимодействия Черепашек-ниндзя. Разработчики решили перенести в TMNT конфликт братьев из одноимённого мультфильма, из-за чего первые уровни игры посвящены одной конкретной черепахе, в то время как во второй половине повествования они вновь действуют единой командой. На некоторых уровнях игрок может свободно менять игрового персонажа, в то время как неактивные черепахи играют вспомогательную роль и могут подбрасывать игрока на большие высоту и расстояния, а также проводить командные атаки, причём все они уникальны для черепахи-инициатора; например, Микеланджело может раскручивать одного из братьев, сбивая с ног окружающих его противников, а Леонардо — врезаться во врага при падении вместе с другой черепахой.
Разработчики TMNT создавали её на движке Jade engine, на котором функционировали игры серии Prince of Persia. Оттуда же перекочевали «кинематографические камеры», которые следуют за игровым персонажем по мере его передвижения по локации или же остаются неподвижными во время сражений с боссами. Во время передвижения по закрытым уровням герои могут: скользить по стенам, совершать обычные и двойные прыжки, цепляться за выступы, раскачиваться на балках и атаковать противников. Черепахи используют своё оружие для преодоления некоторых препятствий, как например Микеланджело раскручивает свои нунчаки, чтобы летать, а Донателло отталкивается от земли с помощью бо. Помимо обычных атак, боевая система TMNT предусматривает уклонения и контратаки. Серия непрерывных ударов приводит к заполнению шкалы «Turtle Time», при активации которой замедляется время, что даёт игроку преимущество в бою. Персонажи не могут умереть, поэтому в случае падения в пропасть или поражения в поединке, игра отбрасывает пользователя к последней точке сохранения.
Игра состоит из 16 уровней, каждый из которых можно пройти повторно. На уровнях есть таймер; в зависимости от потраченного на прохождение времени игроку выставляется оценка. Другими влияющими на оценку факторами являются комбо-удары и собранные монеты. Игрок может потратить монеты на предметы коллекционирования, такие как кадры из мультфильма, концепт-арты и комичные эффекты вроде увеличения голов и оружия персонажей. Также игрок в состоянии заработать внутриигровую валюту в режиме «Испытания», где ему необходимо преодолеть расстояние или победить определённое количество врагов за установленное время.

### Версии для PSP и DS
TMNT для PSP и DS состоит из 15 уровней. Кооператив отсутствует как и в версии для домашних консолей, однако, в отличие от неё, у игрока нет возможности менять персонажей во время прохождения миссий. В закрытых локациях отсутствует свобода перемещения, так как персонаж передвигается по уровню путём нажатия определённых кнопок из всплывающих подсказок. Перед игроком появляется синее мигающее пятно, определяющее направление для движения. В некоторых случаях, например при скольжении и раскачивании на балках игроку необходимо зажать кнопку; в противном случае персонаж сорвётся и, по истечении определённого количество жизней, уровень начинается сначала. В игре присутствуют сражения с обычными противниками и боссами; чтобы победить в них, игрок задействует кнопки быстрой и сильной атаки. Также игрок может ограниченное количество раз призвать на помощь другую черепаху, чей удар противник заблокировать не в состоянии. На уровнях игроки собирают восстанавливающее здоровье куски пиццы и буквы от слова TMNT; собранные слова открывают доступ к кадрам из анимационного фильма.
В версиях для PSP и DS присутствует многопользовательский режим — игроки соревнуются по сети с другими пользователями в гонках. По пути они могут подбирать различные предметы и бросать их в оппонентов, чтобы замедлить их.

## Сюжет
TMNT адаптирует события одноимённого мультфильма: Черепашки-ниндзя — Леонардо, Донателло, Микеланджело, Рафаэль — разошлись, однако, когда над миром нависает угроза, им приходится отбросить разногласия и объединиться против могущественного врага в лице магната Макса Винтерса. На первых уровнях черепахи и их учитель Сплинтер вспоминают свои сольные приключения; само повествование разворачивается через комиксы с 2D-анимацией. Большинство актёров из анимационного фильма вновь озвучили своих персонажей.
После победы над Шреддером команда распалась: Леонардо отправился тренироваться в Центральную Америку, где получил прозвище Призрак джунглей, Донателло начал работать IT-специалистом, Микеланджело стал аниматором на детских утренниках под псевдонимом Кавабанга Карл, а Рафаэль продолжил бороться с преступностью, используя альтер эго Ночной всевидящий. После возвращения Леонардо Черепашки-ниндзя воссоединяются и, во время патрулирования города, сталкиваются с монстром Йети и каменными генералами. В скором времени они узнают, что за ними стоит магнат Макс Винтерс, в прошлом король-воин Юатль, который приобрёл бессмертие; цена его дара была велика — из порта в параллельный мир на Землю попали тринадцать монстров, а ближайшие соратники Юатля, генералы, обратились в камень. Черепашки-ниндзя решают остановить таинственного врага, однако в команде происходит раскол, когда Леонардо узнаёт, что под маской Ночного всевидящего. В этот момент он попадает в плен к клану Фут, которых Винтерс нанял для защиты. Освободив Леонардо, братья воссоединяется, теперь не только физически, но и духовно и отправляются в башню Винтерса. Выясняется, что генералы предали его, поэтому он просит черепах остановить их и не допустить срыв возвращения пойманных монстров в их родной мир. В конечном итоге Черепахи побеждают генералов, благодаря чему план Винтерса осуществляется, а сам он обретает покой после многовекового существования.

## Разработка, продвижение и выпуск
В январе 2006 года Ubisoft приобрела права на создание игры по франшизе «Черепашке-ниндзя», основанной на анимационном фильме от Imagi Animation Studios, премьера которого была запланирована на 2007 год. В том же месяце Ubisoft, 4Kids Entertainment и Mirage Group объявили, что предстоящая игра выйдет на нескольких платформах. Ubisoft презентовала игру во время фестиваля Comic Con, а также объявила дату её релиза — 30 марта 2007 года. Разработчики отметили, что при создании персонажей вдохновлялись их версиями из классических комиксов за авторством Кевина Истмена и Питера Лэрда и консультировались с сотрудниками Imagi и Mirage Studios. В том же месяце креативный директор игры Ник Харпер записал видеоролик, в котором поделился подробностями геймплея; в частности он рассказал о боевой системе и механике управления персонажем, а также представил концепт-арты и 3D модели персонажей.
В декабре Nintendo поделилась списком предстоящих игр для Wii на первую половину 2007 года, одной из которых была TMNT. В январе Ubisoft подтвердила, что TMNT станет одной из трёх игр компании, которые выйдут на Wii. В том же месяце Ubisoft раскрыла, что у TMNT будет несколько версий для платформ Microsoft Windows, PlayStation 2, GameCube, Xbox 360, Nintendo DS и PlayStation Portable, разработкой которых займутся подразделения Ubisoft Montreal и Ubisoft Quebec. Музыку к игре написали Крис Веласко и Саша Дикисиян, известные, как композиторы Tom Clancy’s Splinter Cell: Double Agent (2006). Одновременно с Ubisoft Montreal другое подразделение Ubisoft — Ubisoft Quebec — разрабатывало другую версию игры для Game Boy Advance, релиз которой состоялся в марте 2007 года.
21 февраля Ubisoft разместила на FilePlanet.com бесплатную демоверсию игры. Тогда же стало известно, что PC-версия получила рейтинг E10+. На следующий день вышел первый официальный трейлер TMNT для Xbox360,а 16 марта состоялась премьера трейлера для Wii.
Релиз TMNT состоялся 20 марта 2007 года. Спустя три недели с момента выхода версия игры для PS2 заняла 1-е место в австралийских игровых чартах, что было обусловлено премьерой одноимённого анимационного фильма; в тех же чартах версия для Wii заняла 7-е место, для Nintendo DS — 8-е место, а для PSP — 5- место. За первые полгода было продано свыше 1,1 млн копий игры.

## Восприятие
| Сводный рейтинг    | Сводный рейтинг | Сводный рейтинг | Сводный рейтинг | Сводный рейтинг | Сводный рейтинг | Сводный рейтинг | Сводный рейтинг | Сводный рейтинг |
| Издание            | Оценка          | Оценка          | Оценка          | Оценка          | Оценка          | Оценка          | Оценка          | Оценка          |
| Издание            | DS              | GBA             | GC              | PC              | PS2             | PSP             | Wii             | Xbox 360        |
| ------------------ | --------------- | --------------- | --------------- | --------------- | --------------- | --------------- | --------------- | --------------- |
| GameRankings       | N/A             | 76,05 %         | N/A             | 52,80 %         | 64,21 %         | N/A             | 61,38 %         | 57,20 %         |
| Metacritic         | 42/100          | N/A             | 63/100          | 55/100          | 61/100          | 37/100          | 60/100          | 58/100          |
| Иноязычные издания |                 |                 |                 |                 |                 |                 |                 |                 |
| Издание            | Оценка          | Оценка          | Оценка          | Оценка          | Оценка          | Оценка          | Оценка          | Оценка          |
| Издание            | DS              | GBA             | GC              | PC              | PS2             | PSP             | Wii             | Xbox 360        |
| Game Informer      | N/A             | N/A             | 7,5/10          | N/A             | 7,5/10          | N/A             | 7,5/10          | 7,5/10          |
| GameSpot           | 3,1/10          | N/A             | N/A             | 6,4/10          | 6,6             | 3,4/10          | 6/10            | 6,4/10          |
| GameSpy            | N/A             | N/A             | N/A             | N/A             | N/A             | N/A             | N/A             | [ 39 ]          |
| IGN                | 5,5/10          | N/A             | 6/10            | 6/10            | 6/10            | 5,5/10          | 5,5/10          | 6/10            |
| Nintendo Power     | N/A             | N/A             | N/A             | N/A             | N/A             | N/A             | 5/10            | N/A             |
| ONM                | N/A             | N/A             | N/A             | N/A             | N/A             | N/A             | 54 %            | N/A             |
| OXM                | N/A             | N/A             | N/A             | N/A             | N/A             | N/A             | N/A             | 4/10            |
| Play (UK)          | N/A             | N/A             | N/A             | N/A             | 8,5/10          | N/A             | 8,5/10          | 8,5/10          |
| WorthPlaying       | N/A             | N/A             | N/A             | N/A             | N/A             | N/A             | N/A             | 6,3/10          |

TMNT получила смешанные, преимущественно отрицательные отзывы критиков. На Metacritic версия для PS2 имеет 61 балл из 100, для Xbox360 — 58 баллов из 100, для GC — 63 балла из 100, для DS — 42 баллов из 100, для PC — 55 балла из 100, для Wii — 60 баллов из 100, а для PSP — 37 баллов из 100.
Игру хвалили за платформенный геймплей с интересным дизайном, художественный стиль и озвучку. Play Magazine резюмировал: «по-настоящему в TMNT удались только две вещи — паркур и сражения — однако они реализованы настолько хорошо, что реиграбельность зашкаливает». Extreme Gamer назвал TMNT «глотком свежего воздуха» для франшизы и похвалил Ubisoft Montreal за проделанную работу. WorthPlaying оставил нейтральный отзыв, отметив, что: «назвать TMNT впечатляющим — значит придать ей слишком большое значение, но назвать её мусором — значит не придать ей значения».
С другой стороны, рецензенты критиковали её за отсутствие кооператива, однообразную боевую систему и несфокусированную камеру. Наиболее низкие оценки получили версии для PSP и DS за ограниченную свободу управления, короткую продолжительность, небольшое количество сражений и плохую 3D-графику. Эрик Брудвиг дал TMNT оценку 6 из 10 и положительно оценил «приятную анимацию» и «хороший платформер», который «не несёт в себе никакой нагрузки», и был разочарован отсутствием сложности. Его коллега из того же издания Патрик Колан был более категоричен и раскритиковал игру как проект по лицензии, приуроченный к выходу анимационного фильма; рецензента потрясло, что эту игру разработала известная студия Ubisoft Montreal. Алекс Наварро из GameSpot разделил мнение Брудвига относительно геймплея, назвав его «невероятно скучным». Также ему не понравилось, что несмотря на технические характеристики Wii, превосходящие GameCube, графика находится на том же уровне. Версию для Xbox360 рецензент назвал лучшей из существующих, из-за более проработанных текстур и яркости; также выделивший версию для Xbox Гейб Грациани из GameSpy причислил к минусам «неестественную боевую систему и отсутствие разнообразия», а также «раздражающие звуковые эффекты». Артём Шорохов из «Страны игр» резюмировал, что «любой ценящий своё время игрок может пропустить этот продукт Ubisoft», техническая составляющая которого устарела ещё до его релиза. PlayGround.ru сетовал, что версия для PC является портом, но, в то же время, высоко оценил музыкальную составляющую игры.
Так как TMNT создавалась на движке Jade engine многие рецензенты сравнили её с одной из самых популярных игровых серий Ubisoft Prince of Persia и называли «версией POP для детей». По мнению Колана, управление в TMNT было «менее надёжным и отзывчивым». Шорохов заявил, что в сравнении с POP игровой процесс более прямолинейный, но при этом графика выглядит хуже, чем в The Sands of Time (2003). PlayGround.ru отметил, что паркур был «упрощён до обычных прыжков и бега по стенам».
C другой стороны, с момента выхода TMNT признавалась как одна из лучших игр серии. Она заняла: 3-е место по версии The Gamer, 5-е место по версии Game Rant, 6-е место по версии Comic Book Resources и 13-е место по версии Screen Rant.